# Buida-sacs (Clariana de Cardener)
Buida-sacs és una antiga quadra al municipi de Clariana de Cardener, a la comarca catalana del Solsonès. S'hi troba un pont al Cardener que data del segle xvii, i el molí romànic i masia adjunta del qual es tenen traces des del segle xii i que és un monument llistat. Al segle xix formava un sol terme amb la quadra de Borrelles. Al segle xviii era una possessió del ducat de Cardona.